# オーレ・キアク・クリスチャンセン

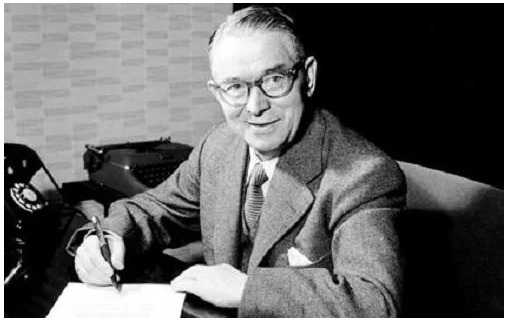
オーレ・キアク・クリスチャンセン

オーレ・キアク・クリスチャンセン（Ole Kirk Christiansen, 1891年4月7日 - 1958年3月11日）は、レゴグループ創設者。
デンマーク西部のユトランド半島の貧しい農家の13番目の子供として生まれ、大工としての訓練を受けた。1932年に不況で失業した際、木製のおもちゃを作りだした。レゴという社名はデンマーク語の leg godt （よく遊べ）からきており、結果的にレゴグループは世界で6番目に大きなおもちゃ会社になった。オーレの三男ゴッドフレッド・キアク・クリスチャンセンが父の死後に会社を引き継ぎ、1960年にゴッドフレッドの3人の兄弟が会社の営業権を握った。
オーレの孫であるケル・キアク・クリスチャンセンは現在LEGOグループの副会長を務めている。2004年までは社長であったが、現在はMcKinseyの顧問だったen:Jørgen Vig Knudstorpが社長を務めている。